# Gontar
Gontar is een bestuurslaag in het regentschap Sumbawa van de provincie West-Nusa Tenggara, Indonesië. Gontar telt 1994 inwoners (volkstelling 2010).